# Cluny
Cluny vagy Clungy város Saône-et-Loire megyében Bourgogne régióban Franciaország keleti részén. 20  km-re északnyugatra található Mâcontól. Lakosainak száma 4980 fő (2022. január 1.). Cluny Lournand, Azé, Berzé-le-Châtel, Château, Cortambert, Donzy-le-Pertuis, Igé, Jalogny, Sainte-Cécile, Sologny, Verzé és La Vineuse sur Fregande községekkel határos.
A város a bencés rendi Clunyi apátság körül alakult ki, melyet I. Vilmos, Aquitánia grófja alapított 910-ben. A cluny-i befolyás csúcspontja a 10. század második felétől a 12. század korai éveiig tartott.
Az apátságot 1562-ben kirabolták a hugenották és sok értékes kéziratot elpusztítottak vagy elvittek.

## Földrajz
A Grosne folyó délről észak felé halad keresztül a városon.

## Fordítás
- Ez a szócikk részben vagy egészben  a   Cluny című angol Wikipédia-szócikk fordításán alapul.  Az eredeti cikk szerkesztőit annak laptörténete sorolja fel. Ez a jelzés csupán a megfogalmazás eredetét és a szerzői jogokat jelzi, nem szolgál a cikkben szereplő információk forrásmegjelöléseként.